# Hjorten (Södra Vi socken, Småland)
Hjorten är en sjö i Vimmerby kommun i Småland och ingår i Motala ströms huvudavrinningsområde. Sjön är 11 meter djup, har en yta på 0,146 kvadratkilometer och är belägen 121,1 meter över havet.

## Delavrinningsområde
Hjorten ingår i det delavrinningsområde (639508-149902) som SMHI kallar för Mynnar i Stångån. Medelhöjden är 158 meter över havet och ytan är 55,56 kvadratkilometer. Det finns inga avrinningsområden uppströms utan avrinningsområdet är högsta punkten. Högerumsån som avvattnar avrinningsområdet har biflödesordning 3, vilket innebär att vattnet flödar genom totalt 3 vattendrag innan det når havet efter 197 kilometer. Avrinningsområdet består mestadels av skog (79 procent) och jordbruk (10 procent). Avrinningsområdet har 1,38 kvadratkilometer vattenytor vilket ger det en sjöprocent på 2,5 procent.